# Anthophora spinipes
Anthophora spinipes är en biart som först beskrevs av Heinrich Friese 1899.  Anthophora spinipes ingår i släktet pälsbin, och familjen långtungebin. Inga underarter finns listade i Catalogue of Life.